# 绿孔雀
绿孔雀（学名：Pavo muticus），又名缅甸孔雀、爪哇孔雀，俗稱龙鸟，屬於雞形目雉科，是孔雀属两种孔雀之一，大致分布於亞洲東南部，有三个亚种。

## 特征

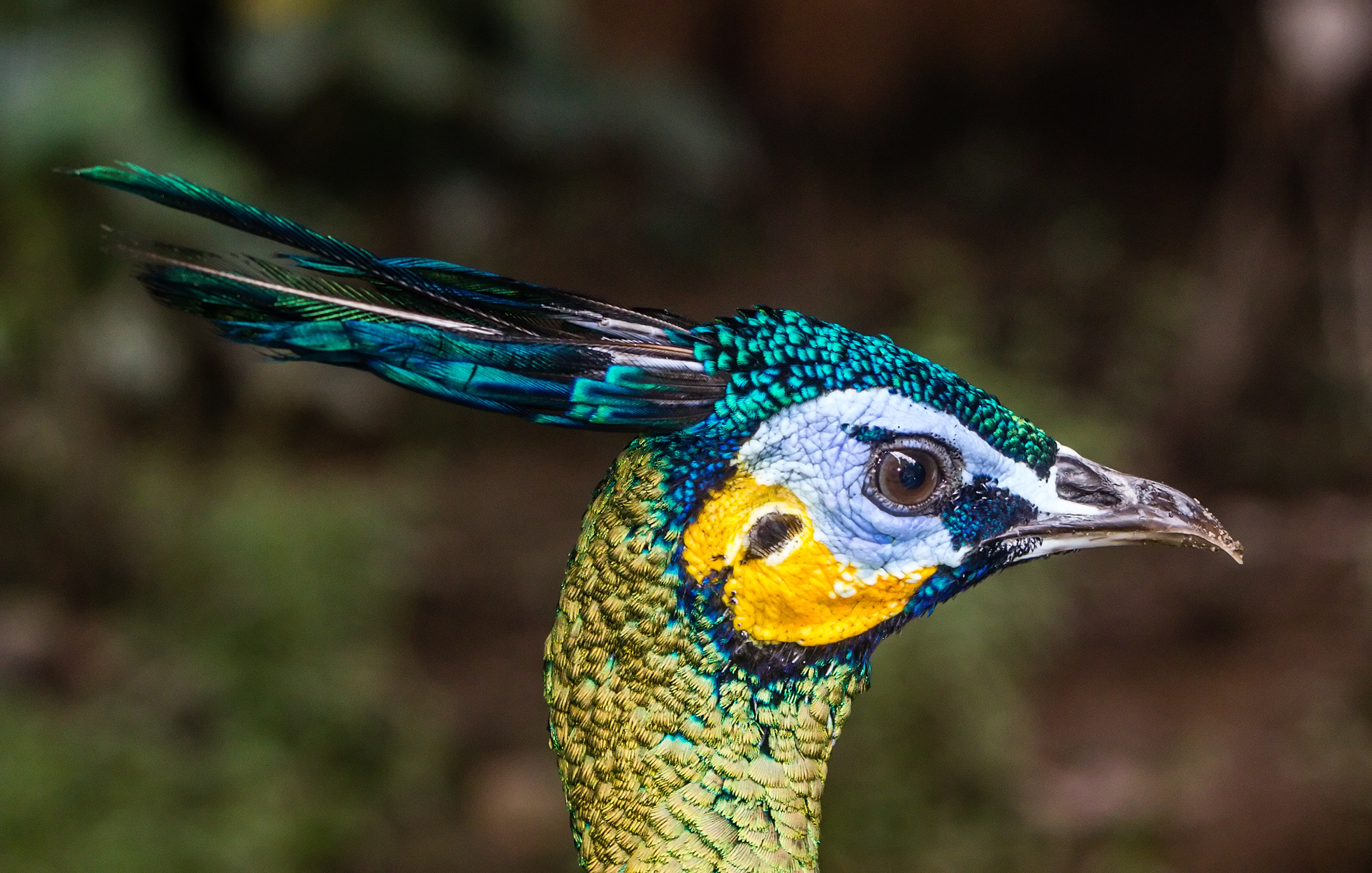
雄鳥頭部

绿孔雀雄鸟身体长约2.2米（包括长约1.5米的尾屏），是现存雉类中体型最大的一种。
绿孔雀的羽色鲜艳，以翠绿、青蓝、紫褐色为主，多带有金属光泽；尾上覆羽延长成尾屏，上面具有五色金翠钱纹，开屏时候尤为艳丽；雌鸟没有尾屏，羽色也较逊色。
尾屏可以起到保护色的作用，大多数捕食者，例如虎、豹、野狗、猫头鹰等都没有辨色能力。

## 分布
绿孔雀产于东南亚的广大地区，如印度东北部、缅甸、老挝、越南、柬埔寨、印度尼西亚的爪哇岛，在中国主要发现于云南和西藏地区，数量稀少，被列为中国国家一级保护动物。
然而，由於绿孔雀棲息的思茅松林因應經濟上的發展而被大量的經濟作物所取代，令绿孔雀的棲息地銳減，再加上印度藍孔雀的入侵，都令綠孔雀的數目銳減。

## 分类
绿孔雀分为三个亚种：
- 孟加拉亞種 Pavo muticus spicifer：分布于南亚东北部和缅甸北部
- 中南亞種 P. m. imperator：分布于中南半岛和中国云南
- 指名亞種 P. m. muticus：分布于爪哇岛

## 保育狀況
綠孔雀被列為《瀕危野生動植物種國際貿易公約》附錄II的物種，被限制出口及貿易。

## 图片

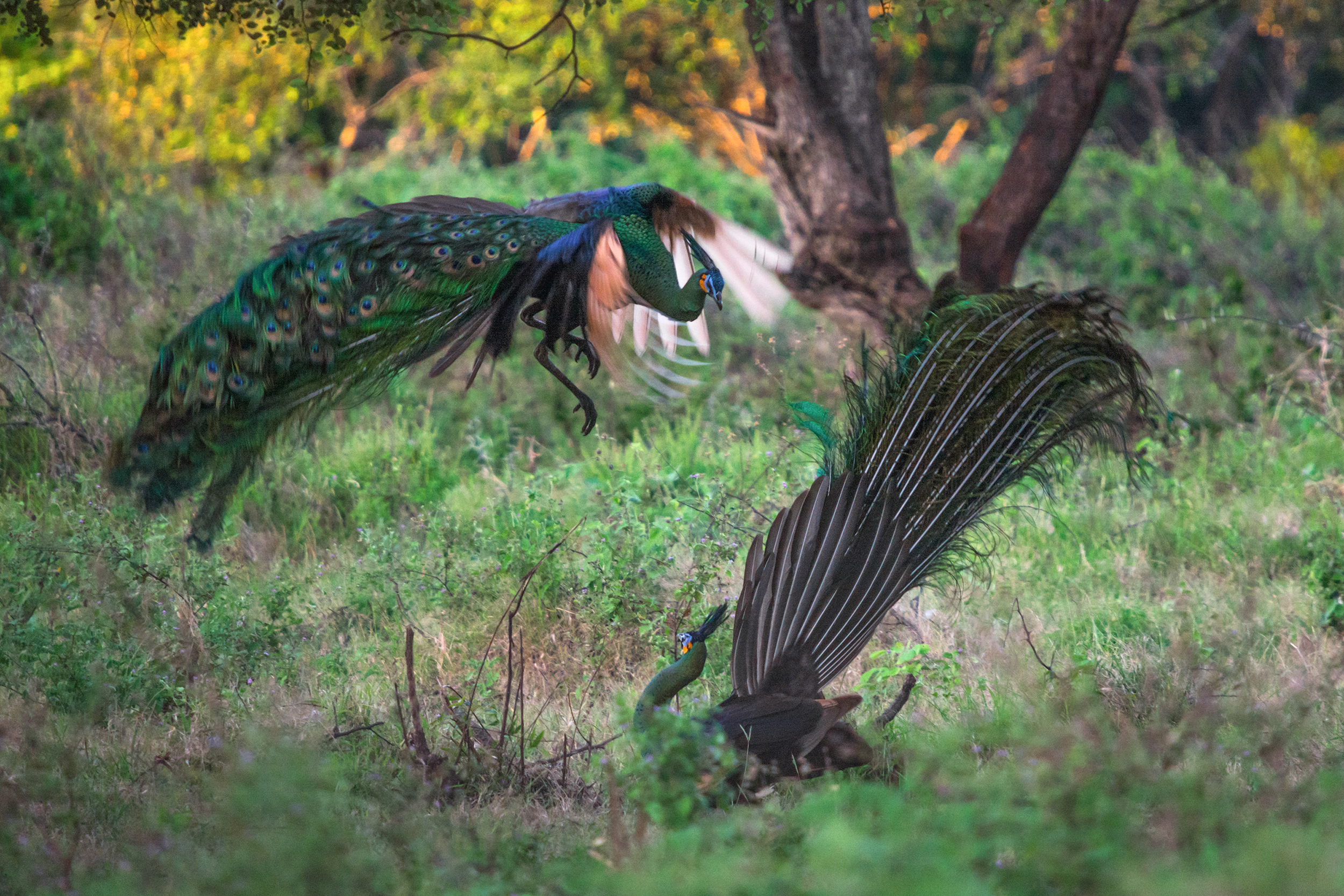
一對打鬥中的雄鳥
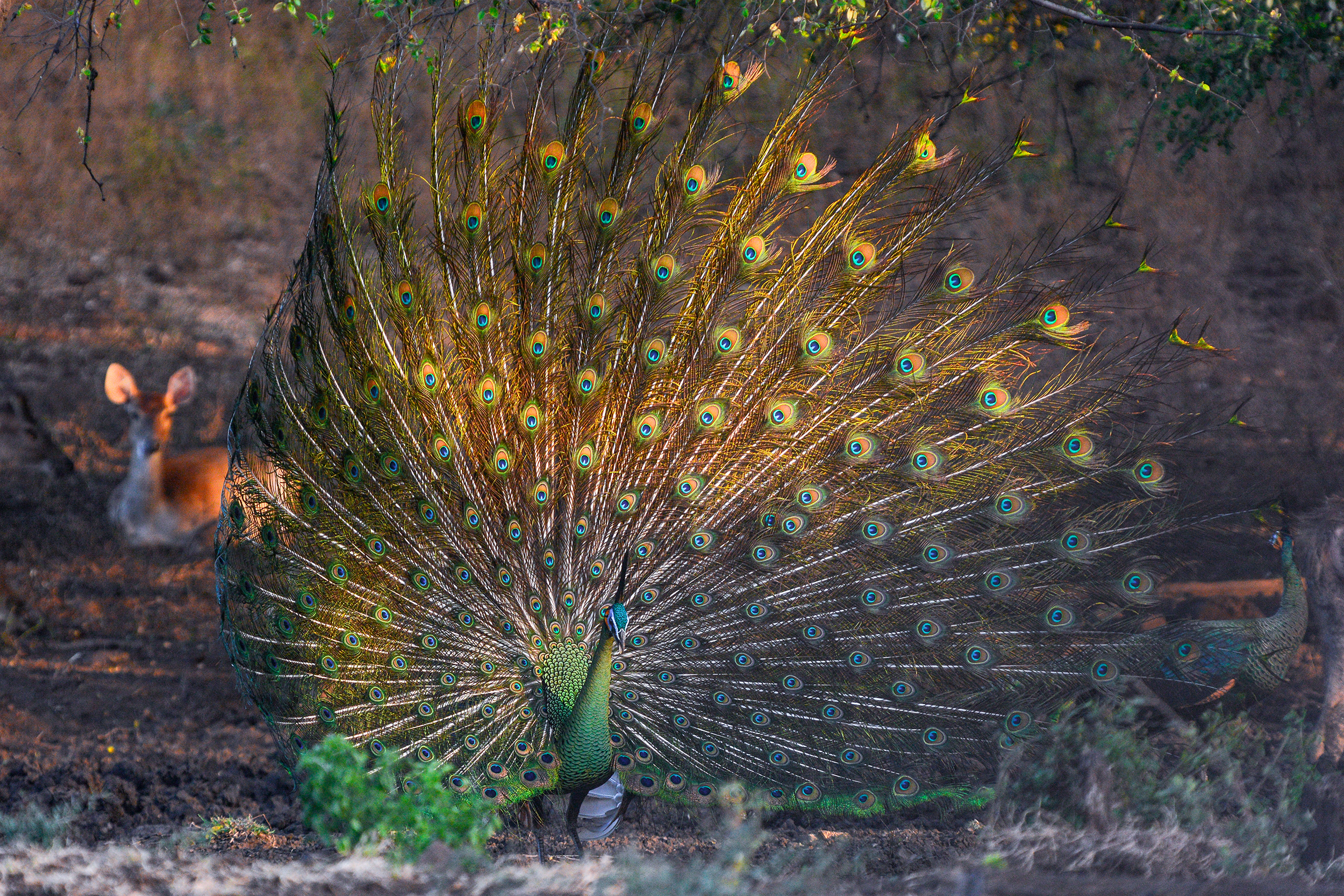
野生雄鳥開屏
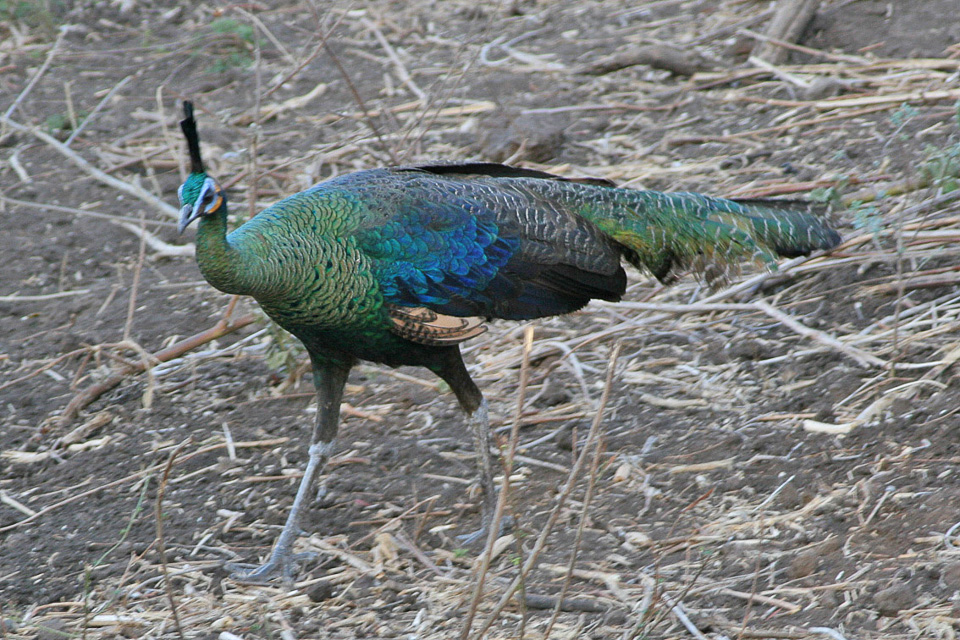
雌鳥